# Juan Carlos Murúa
Juan Carlos Murúa (Misiones, 17 de julio de 1935-26 de marzo de 2023) fue un futbolista argentino y director técnico de fútbol.
Gran defensor, alzó la Copa América con el seleccionado argentino y fue recordado por anular al brasileño Mané Garrincha.
Murúa integró la Selección dirigida por Victorio Spinetto y ganó en el 59 el Campeonato Sudamericano. Ese año se jugaron dos ediciones: la primera quedó en manos de la albiceleste y la segunda fue para Uruguay.
Murúa ganó la Copa América en 1959 con Argentina, brilló en Racing donde fue campeón en 1958 y 1961, y además jugó en Argentinos Juniors y en Platense.

## Historia
El exfutbolista nació en Misiones el 17 de julio de 1935, pero se crio desde chico en la localidad bonaerense de Remedios de Escalada, donde el fútbol comenzaría a ser parte importante de su vida.
Su carrera como jugador lo llevó a vestir las camisetas de Racing Club, Argentinos Juniors y Platense: con la Academia salió campeón en 1958 y 1961, y fue subcampeón, también con Racing Club, en 1959, cuando los de Avellaneda quedaron segundos detrás de San Lorenzo.

## Clubes
| Club               | País      | Año         |
| ------------------ | --------- | ----------- |
| Racing Club        | Argentina | 1956 - 1961 |
| Argentinos Juniors | Argentina | 1962 - 1963 |
| Platense           | Argentina | 1964 - 1967 |

## Selección de Argentina
Las destacadas actuaciones en el plano local de aquel defensor de poco más de 1,80 metros le valieron la convocatoria a la Selección argentina, dirigida por Spinetto.
Su nombre fue uno de los elegidos por el técnico para el Campeonato Sudamericano de 1959, que se disputó en su totalidad en el estadio Monumental: allí Murúa tendría el punto más destacado de su vida deportiva.
El andar de la Selección argentina en ese torneo fue imparable: 6-1 a Chile; 2-0 a Bolivia; 3-1 a Perú; 3-1 a Paraguay; y 4-1 a Uruguay.
Tras las cinco victorias consecutivas, los dirigidos por Victorio Spinetto llegaron al partido final contra Brasil, que venía de obtener su primer título mundial en Suecia 1958.
El Scratch verdeamarelo tenía una formación que daba miedo, ya que tenía jugadores de la talla de Castilho, Nilton Santos, Didí, Zito, Mario Zagallo, Garrincha y el joven maravilla Pelé.
Como el conjunto argentino le llevaba un punto de diferencia a Brasil, con un empate o una victoria se quedaría con el título.
El 4 de abril, en la cancha de River, argentinos y brasileños se enfrentaron en un duro partido que tuvo el destacado aporte defensivo de Murúa: gracias a su férrea marca, anuló de manera tremenda al explosivo Garrincha, quien no pudo asociarse con Pelé.
«La zurda de Murúa, problema de Garrincha», supo escribir el gran Dante Panzeri en su libreta de apuntes aquella noche en Núñez.
Gracias a Murúa, el Scratch no pudo desplegar su potente juego en ataque y el partido terminó en un empate 1 a 1: a los 40 de la primera parte, Juan José Pizzuti puso en ventaja al local, y en el segundo tiempo Edson Arantes do Nascimento logró la igualdad.
Las tribunas del Monumental se iluminaron con diarios prendidos fuego por parte de los espectadores.
La imposibilidad de Brasil por alzar el título aquel año sería algo que tomaría importancia años después, ya que fue la única Copa América que jugó Pelé a lo largo de su destacada carrera: pese a haber sido elegido como mejor jugador y goleador (ocho goles en seis partidos), no pudo quedarse con el trofeo.

## Entrenador
La carrera futbolística de Murúa luego lo llevaría a ser director técnico de una gran cantidad de clubes, como Gimnasia y Esgrima La Plata; Platense; Los Andes; Talleres de Remedios de Escalada; Cipolletti de Río Negro; Huracán Las Heras; Independiente Rivadavia; y Altos Hornos Zapla.

## Palmarés

#### Campeonatos nacionales
| Título           | Club        | País      | Año  |
| ---------------- | ----------- | --------- | ---- |
| Primera División | Racing Club | Argentina | 1958 |
| Primera División | Racing Club | Argentina | 1961 |

#### Campeonatos internacionales
| Título       | Club                | País      | Año  |
| ------------ | ------------------- | --------- | ---- |
| Copa América | Selección Argentina | Argentina | 1959 |

## Muerte
El ex defensor, que alzó la Copa América con el seleccionado argentino y fue recordado por anular al brasileño Garrincha, murió a los 87 años.
Luego de permanecer internado durante un largo tiempo por problemas de salud, falleció el domingo 26 de marzo de 2023.